# Jobbet

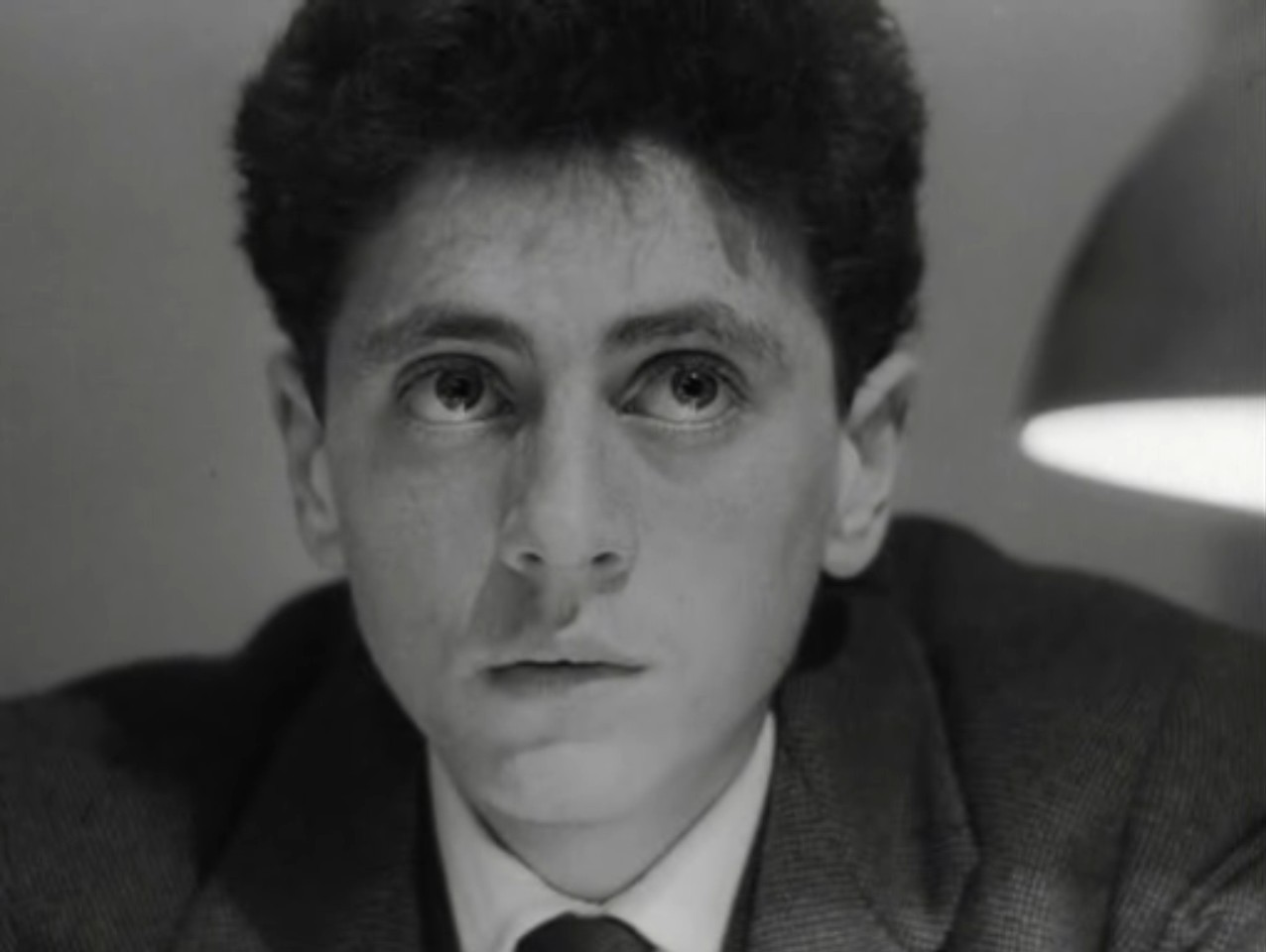
Huvudpersonen Domenico, spelad av Sandro Panseri.

Jobbet (originaltitel: Il posto) är en italiensk neorealistisk dramafilm från 1961 i regi av Ermanno Olmi.

## Rollista
- Loredana Detto – Antoinetta Masetti, kallad "Magalì"
- Sandro Panseri – Domenico Cantoni
- Tullio Kezich – psykologen (ej krediterad)
- Mara Revel – den gamla kvinnan (ej krediterad)
- Guido Spadea – Portioli (ej krediterad)